# Новый Буг
Новый Буг (укр. Новий Буг) — город в Баштанском районе Николаевской области Украины, административный центр Новобугской городской общины. До 2020 года являлся административным центром Новобугского района.

## Географическое положение
Город находится в 97 км на севере от областного центра (г. Николаева), в 66 км от Кривого Рога (автопутями). Расстояние от Киева — 480 км (автопутями).

## История
Первые упоминания связываются с запорожским казаком Я. Куцым, устроившим в здешних местах зимовник. Согласно этим данным, становится ясно происхождение самого древнего названия современного Нового Буга — Куцая Балка. Вскоре, ближе к концу XVIII века, вокруг поселения Куцая Балка стали стихийно возникать хуторские хозяйства, основанные беглыми крестьянами из Черниговщины, Курской губернии, Полтавщины и Молдавии Российской империи. К концу века хуторские поселения настолько слились с селом Куцая Балка, что решено было объединить хозяйства в одно поселение, которое и стало называться Семёновкой, по фамилии одного из поселенцев.
До 1795 года село Семёновка входило в состав Екатеринославского наместничества Российской империи.
В 1795 году село Семёновка вошло в состав Вознесенской губернии, в 1796 году — передано в состав Новороссийской губернии.
С 1802 года село Семёновка входило в состав Херсонской губернии.
Однако уже в начале XIX века недалеко от села поселился зажиточный крестьянин Павел Триска из села Петровка Александрийского уезда Херсонской губернии, а с ним и 119 крестьян — выходцев из Полтавской губернии. Таким образом, новое поселение к 1810 году было объединено с Семёновкой и получило новое название — Новопавловка, по имени Триски.
В 1820-е годы село Новопавловка (население которого превысило 2000 человек) стало центром Новопавловской волости.
В конце 1820-х годов село преобразовано в военное поселение и стало подчиняться Бугской уланской дивизии.
В 1832 году село Новопавловка получило название Новый Буг. Входило оно в состав Херсонской губернии.
В середине 1850-х годов в Новом Буге насчитывалось около 660 дворов. В связи с ликвидацией военных поселений всем жителям Нового Буга мужского пола (около 2500 человек) было роздано по 9 десятин земли и их статус военного поселенца переквалифицирован в статус государственных крестьян. Остаток же земли, а точнее, большая её часть, была отдана в частное владение офицерам-дворянам, основавшим в Новом Буге и окрестностях свои поместья. Согласно закону от 24 ноября 1866 года о поземельном устройстве государственных крестьян жители Нового Буга сохранили за собой все земли, находившиеся в их пользовании, а это ни много, ни мало 22 тысячи десятин пахотной земли и сенокосов. Однако за эту землю крестьяне должны были платить государственную оброчную подать. В 1886 году их перевели на обязательный выкуп. В это время экономика села была развита. Около 70 частных мельниц и маслобоен обеспечивали продовольствием не только село и волость, а и многие города и сёла губернии. В Новом Буге регулярно проводились осенние и весенние ярмарки, на которые съезжались покупатели со всей Херсонской губернии.
В конце XIX века, в связи с потребностью частного производства в наёмном труде, в Новом Буге были организованы ярмарки наёмной рабочей силы, через которые проходило большинство людей, искавших работу в Николаеве, Херсоне, Кривом Роге. Многие из них остались батрачить в Новом Буге и в селах волости.
В 1897 году в местечке Новый Буг насчитывалось 1200 дворов и около 5500 жителей, действовали православная церковь, синагога, учительская семинария, школа и больница; регулярно проходили базары и ярмарки
В апреле 1918 года селение было оккупировано немецкими войсками (которые оставались здесь до ноября 1918 года).
После окончания советско-польской войны с 1920 года до декабря 1922 года в составе Украинской ССР.
В ходе Великой Отечественной войны 14 августа 1941 года селение было оккупировано наступавшими немецкими войсками.
В начале марта 1944 года райцентр Новый Буг имел важное значение для немецкого командования как укрепленный пункт, прикрывавший подходы к железной дороге и железнодорожной станции Новый Буг (на которой были сосредоточены эшелоны с боевой техникой, боеприпасами, военным имуществом и продовольствием): в райцентре находились крупный гарнизон, оперативная группа штаба 6-й армии с частями обеспечения, остатки отступавшей 16-й моторизованной дивизии вермахта, отдельные подразделения 5-й авиаполевой дивизии люфтваффе, для усиления немецкой группировки сюда была направлена 79-я пехотная дивизия вермахта, подразделения которой начали разгрузку на станции Новый Буг. Утром 8 марта 1944 передовые подразделения советских войск вышли к райцентру Новый Буг и завязали бой, в то время как подвижные части 4-го механизированного корпуса с севера и 30-й кавалерийской дивизии с юга обошли райцентр, замыкая окружение.
8 марта 1944 года освобождён от германских войск советскими войсками 3-го Украинского фронта в ходе Березнеговато-Снигиревской операции:
- Конно-механизированная группа в составе: 4-го гв. кавалерийского корпуса (генерал-лейтенант Плиев, Исса Александрович, он же командующий КМГ) в составе: 9-й гв. кавалерийской дивизии (генерал-майор Тутаринов, Иван Васильевич), 30-й кд (генерал-майор Головской, Василий Сергеевич); 4-го гв. мехкорпуса (генерал-лейтенант т/в Танасчишин, Трофим Иванович) в составе: 15-й гв. мехбригады (подполковник Андрианов, Михаил Алексеевич), 14-й гв. мбр (полковник Никитин, Никодим Алексеевич), 13-й гв. мбр (полковник Щербаков, Никодим Ефимович), 5-й гв. мотострелковой бригады (подполковник Завьялов, Николай Иванович), 36-й гв. танковой бригады (подполковник Ивлиев, Иван Дмитриевич), 35-го отд. тп (майор Ельников, Ювеналий Николаевич), 212-го отд. тп (майор Мешков, Григорий Григорьевич), 292-го гв. самоходного артполка (майор Похитонов, Владимир Иванович).

Войскам, участвовавшим в прорыве обороны противника, в ходе которого были освобождены г. Новый Буг и другие населённые пункты, приказом Верховного Главнокомандующего И. В. Сталина от 9 марта 1944 года объявлена благодарность и в Москве дан салют 20-ю артиллерийскими залпами из 224 орудий.
Приказом Верховного Главнокомандующего И. В. Сталина от 19.03.1944 года № 063 в ознаменование одержанной победы соединения и части, отличившиеся в боях при прорыве обороны противника на западном берегу р. Ингулец и за освобождение города Новый Буг, получили наименование «Новобугских»:,
- 27-я гвардейская стрелковая дивизия (генерал-майор Глебов, Виктор Сергеевич),
- 57-я гвардейская стрелковая дивизия (генерал-майор Шеменков, Афанасий Дмитриевич)
- 30-я кавалерийская дивизия (генерал-майор Головской, Василий Сергеевич)
- 13-я гвардейская механизированная бригада (полковник Щербаков, Никодим Ефимович)
- 15-я гвардейская механизированная бригада (подполковник Андрианов, Михаил Алексеевич)[7]
- 26-я лёгкая артиллерийская бригада (полковник Гончаров, Иван Михайлович),
- 10-я миномётная бригада (полковник Линник, Кузьма Денисович),
- 35-й отдельный танковый полк (майор Ельников, Ювеналий Николаевич)
- 212-й отдельный танковый полк (майор Мешков, Григорий Григорьевич)
- 292-й гвардейский самоходный артиллерийский полк (майор Похитонов, Владимир Иванович)
- 1084-й зенитный артиллерийский полк (капитан Сафронов, Иван Иванович)
- 1651-й армейский зенитный артиллерийский полк (майор Препростый, Михаил Григорьевич)
- 892-й отдельный сапёрный батальон (майор Рувинский, Вениамин Абрамович)
- 482-й отдельный линейный батальон связи (подполковник Шилов, Иван Зиновьевич).[8]

В 1961 году посёлок Новый Буг стал городом.
В 1974 году численность населения города составляла 17 тыс. человек, здесь действовали сыродельный завод, мебельная фабрика, техникум механизации и электрификации сельского хозяйства и педагогическое училище.
В январе 1989 года численность населения составляла 17 553 человек, в это время основой экономики являлось производство мебели и обуви.
В мае 1995 года Кабинет министров Украины утвердил решение о приватизации находившихся в городе АТП-14843, карьера и райсельхозтехники.

## Население
По состоянию на 1 января 2013 года, численность населения составляла 15 531 человек

### Языковой состав
Родной язык населения по данным переписи 2001 года:
| Язык       | Численность, чел. | Доля     |
| ---------- | ----------------- | -------- |
| Украинский | 15 303            | 94,46 %  |
| Русский    | 708               | 4,37 %   |
| Другие     | 189               | 1,17 %   |
| Итого      | 16 200            | 100,00 % |

## Транспорт
Через Новый Буг проходит трасса национального значения Н-11 Николаев — Днепр.
Город находится в 5 км от железнодорожной станции Новый Буг на линии Николаев — Долинская.

## Известные уроженцы
- Дуда, Анатолий Иванович (1946—2020) — украинский оперный певец, народный артист Украины (1999).
- Ревут, Исаак Борисович (1909—1978, Ленинград), агрофизик, доктор с.-х. наук, профессор, в 1936-41 и в 1945-72 — заместитель директора Агрофизического НИИ ВАСХНИЛ, автор многих научных работ.
- Завалий, Евдокия Николаевна (1926—2010) — гвардии полковник морской пехоты, единственная женщина-командир взвода морской пехоты в годы Великой Отечественной войны.
- Момотенко, Александр Иванович (1915—2012) — Герой Украины.
- Вайман, Михаил Израилевич (1926—1977, Ленинград), скрипач, профессор Ленинградской Консерватории, лауреат Международных конкурсов скрипачей. Заслуженный артист РСФСР.
- Хомуло Павел Савельевич (1923—1988, Ленинград) — советский патофизиолог, доктор медицинских наук, профессор, автор нейрогенной теории атеросклероза, заведующий кафедрой патофизиологии ЛСГМИ (1967—1988)
- Черкасенко, Спиридон Феодосиевич — писатель, драматург и педагог.
- Марьяновский, Моисей Фроимович — офицер-танкист, Герой Советского Союза